# Basilia benkingi
Basilia benkingi är en tvåvingeart som beskrevs av Maa 1968. Basilia benkingi ingår i släktet Basilia och familjen lusflugor.
Artens utbredningsområde är Thailand. Inga underarter finns listade i Catalogue of Life.